# Federica Cerretti
Federica Cerretti (La Spezia, 4 dicembre 1976) è un'ex cestista italiana.

## Carriera
Dopo aver militato nelle giovanili della sua città, la carriera di Federica Cerretti la vede a Prato per sette anni.
Nel 2002 dopo quattro anni nel Basket Club Bolzano, passa alla Libertas Sporting Club Udine.
Successivamente gioca con Centro Pallacanestro Rende e Libertas Trogylos Basket.
Nella stagione 2005-06 gioca nella Pallacanestro Ribera, con la quale si aggiudica la Coppa Italia di Basket Femminile, nella Final Six 2006 di Schio, battendo in finale Faenza 75-72.
Nella stagione successiva passa alla Juventus Basket Pontedera, per poi tornare a Rende.
Nella stagione 2008-09 è alla Virtus Basket Spezia, per poi passare alla GMV Meet Ghezzano.
Dopo due stagioni vissute a Ghezzano, nel 2011-2012 si trasferisce a Genova nella NBA New Basket A-Zena dove, alla seconda stagione, disputa la finale play-off di Serie A3 e chiude la stagione regolare al primo posto nella classifica individuale degli assist con 4,18 passaggi smarcanti a partita. La stagione successiva approda in Serie A2 grazie al ripescaggio della NBA-Zena di cui diventa anche capitano.

## Statistiche
Dati aggiornati al 28 agosto 2013.
| Stagione        | Squadra                     | Competizione | Partite | Partite | Partite | Statistiche tiro | Statistiche tiro | Statistiche tiro | Altre statistiche | Altre statistiche | Altre statistiche | Altre statistiche | Altre statistiche |
| Stagione        | Squadra                     | Competizione | Pres.   | Titol.  | Minuti  | Tiri da 2        | Tiri da 3        | Liberi           | Rimb.             | Assist            | Rubate            | Stopp.            | Punti             |
| --------------- | --------------------------- | ------------ | ------- | ------- | ------- | ---------------- | ---------------- | ---------------- | ----------------- | ----------------- | ----------------- | ----------------- | ----------------- |
| 2004-2005       | Acer Priolo                 | Serie A1     | 28      | -       | 604     | 21/39            | 6/26             | 18/31            | 33                | 21                | 39                | 0                 | 78                |
| 2005-2006       | Banco di Sicilia Ribera     | Serie A1     | 21      | 1       | 198     | 1/5              | 7/15             | 6/8              | 11                | 5                 | 11                | 1                 | 29                |
| 2006-2007       | Castellani Pontedera        | Serie A2     | 30      | 26      | 924     | 33/78            | 15/50            | 49/69            | 116               | 40                | 92                | 2                 | 160               |
| 2007-2008       | Calabra Maceri Rende        | Serie A2     | 30      | 28      | 873     | 35/83            | 13/48            | 74/102           | 115               | 43                | 94                | 4                 | 183               |
| 2008-2009       | Euromar La Spezia           | Serie B/Ecc  | 32      | 31      | 934     | 53/118           | 15/59            | 74/103           | 82                | 56                | 117               | 2                 | 225               |
| 2009-2010       | GMV Meet Ghezzano           | Serie B/Ecc  | 30      | 30      | 864     | 51/121           | 13/61            | 83/116           | 74                | 49                | 135               | 2                 | 224               |
| 2010-2011       | GMV Meet Ghezzano           | Serie B/Ecc  | -       | -       | -       | -/-              | -/-              | -/-              | -                 | -                 | -                 | -                 | -                 |
| 2011-2012       | NBA New Basket A-Zena       | Serie B/Naz  | -       | -       | -       | -/-              | -/-              | -/-              | -                 | -                 | -                 | -                 | -                 |
| 2012-2013       | Wideurope NBA-Zena Genova   | Serie A3     | 29      | 29      | 958     | 35/83            | 27/73            | 63/85            | 88                | 132               | 107               | 4                 | 214               |
| 2013-2014       | Almo Nature NBA-Zena Genova | Serie A2     | 22      | 22      | 629     | 19/42            | 8/35             | 27/40            | 73                | 42                | 41                | 1                 | 89                |
| Totale carriera |                             |              |         |         |         |                  |                  |                  |                   |                   |                   |                   |                   |

## Palmarès
- Coppa Italia: 1
Banco di Sicilia Ribera: 2006